# Хронологија Народноослободилачке борбе март 1942.
Хронолошки преглед важнијих догађаја везаних за Народноослободилачку борбу народа Југославије, који су се десили током марта месеца 1942. године:
| ← фебруар · Хронологија Народноослободилачке борбе у 1942. години · април → 1 · 3 · 4 · 5 · 6 · 7 · 8 · 13 · 16 · 20 · 21 · 22 · 25 · 26 · 27 · 31 |

### 1. март
- У Чајничу, наредбом Врховног команданта НОП и ДВЈ Јосипа Броза Тита, формирана Друга пролетерска ударна бригада. У састав бригаде су ушли борци из делова Ужичког, Чачанског и Другог шумадијског партизанског одреда. На дан формирања бригада је имала четири батаљона, са око 1.000 бораца. Командни састав бригаде су чинили — Ратко Софијанић командант, Милинко Кушић политички комесар, Љубодраг Ђурић заменик команданта, Спасенија Цана Бабовић заменик политичког комесара и Павле Илић Вељко начелник Штаба. Бригада је за заслуге у току Народноослободилачког рата одликована Орденом народног хероја.[1][2]
- Делови Банијског и Кордунашког партизанског одреда напали усташко-домобранску посаду у селу Врнограч, код Цазина. Због слабог садејства партизанских јединица напад није успео. Овом приликом погинуло је 16 партизана, међу којима и политички делегат вода у Трећем батаљону Кордунашког партизанског одреда Ђуро Баић (1921—1942), народни херој.[3][4]

### 3. март
- У Београду агенти Специјалне полиције упали у стан Светлане Крстић, у улици Жоржа Клемансоа (данас Светогорска улица), где се одржавао партијски састанак Четвртог рејонског комитета и похапсили све присутне чланове КПЈ, међу којима је била и Јелена Ћетковић, секретар Месног комитета КПЈ за Београд.[5]

### 4. март
- Друга чета Трећег батаљона Другог кордунашког партизанског одреда извршила неуспели напад на село Штурлић, код Слуња. У овој борби погинуло је 13 партизана, међу којима је био и командир Друге чете Вилим Гаљер (1911—1942), народни херој.[6][7]

### 5. март
- У Јајинцима, код Београда стрељана већа група заточеника Бањичког логора, у којој је била и група од 13 жена. Међу стрељаним логорашицама, налазиле су се — Радмила Јовић Малецка (1925—1942), ученица из Београда; Наталија Дугошевић (1910—1942), учитељица из Турије, код Кучева; Александра Цана Марјановић (1910—1942), учитељица из села Поповића, код Сопота; Даница Минић (1922—1942), студенткиња фармације из Чачка; Ружица Шојић (1920—1942), студент медицине из Београда; Ружица Милановић (1920—1942), студент медицине из Јагодине; Десанка Бркић, чиновница из Крушевца; Наталија Недељковић Нана (1880—1942), земљорадница из села Грошнице, код Крагујевца и др.[8]

### 6. март
- На периферији Панчева, полиција открила и опколила троје чланова Окружног комитета КПЈ за јужни Банат — Борислава Брацу Петрова (1921—1942), Јелисавету Бебу Петров (1919—1942) и Славка Томића Станка. Одбивши да се предају, они су пружили отпор припадницима Банатске државне страже и после вишечасовне борбе страдали. Поред мртвих тела су оставили цедуља са натписом Ми умиремо за слободу.[9][10][11]
- У Београду, у улици Цара Уроша, у непосредној близини злогласног затвора „Главњача“, ударна група од четворо омладинаца — Милић Мартиновић, Ђуро Мађерчић, Бранко Булат и Никола Стринека, извршила атентат на агенте Специјалне полицији Ђорђа Космајца (1903—1942) и Обрада Залада. У знак одмазде за ово убиство, као и за убиство фолксдојчера Алојза Крала, полицијског службеника из Панчева, који је убијен 5. марта од скојевске ударне групе, по наређењу СС генерала Аугуста Мајснера стрељано је 7. марта у Јајинцима 150 лица — међу којима 96 заточеника логора Бањица, углавном из Београда и Панчева.[12][13]

### 7. март
- У току ноћи 7/8. март Друга пролетерска ударна бригада изненадним нападом заузела четничко упориште Борике, код Рогатице. У овој борби заробљено је 120 четника, као и Штаб Рогатичког четничког одреда. Такође је заплењена велика количина намирница, као и друге војне опреме.[3]

### 8. март
- У Ужичкој Пожеги јавно обешен Љубо Мићић (1882—1942), револуционар, солунски борац и један од организатора устанка у пожешком крају. Он је заробљен од четника 7. фебруара у околини Пријепоља и потом пребачен у Пожегу, где му је суђено.[14]

### 12. март
- У селу Радановцима, код Косјерића у борби Сувоборског партизанског одреда против четника Косте Пећанца и припадника Српске државне страже, погинуо члан Команде групе партизанских одреда западне Србије Жикица Јовановић Шпанац (1914—1942), народни херој.[12][15]

### 13. март
- У близини села Виш, код Даниловграда од италијанске артиљеријске ватре погинуло 13 бораца Партизанског одреда Бијели Павле, међу којима је био и командант Првог ударног батаљона Видоје Ђуровић (1911—1942), народни херој.[16][17]

### 16. март
- У Брињу италијанске власти стрељале секретара Среског комитета КПХ за Бриње Ивицу Ловинчића (1911—1942), народног хероја и омладинца Илију Косовца, које су на превару ухапсили 14. марта.[6][18]

### 18. март
- На месту Шицара, у близини села Кленак, код Руме немачке окупационе снаге стрељале групу од 62 заточеника из логора „Сењак” у Шапцу, међу којима је била и народни херој Вера Благојевић (1920—1942), секретар ОК СКОЈ и члан ОК КПЈ за Подриње. Вера је ухапшена 4. марта у селу Текериш од стране легализованих четника и предата Немцима у Шапцу.[12][19]

### 20. март
- Јаке четничке снаге, под командом Павла Ђуришића, из више праваца напале јединице Комског и делове Ловћенског партизанског одреда у околини Колашина. Партизанске снаге су претрпеле осетне губитке, у којима је страдало 29 бораца, међу којима су били — секретар Покрајинског комитета СКОЈ-а за Црну Гору Будо Томовић (1914—1942), члан Главног штаба НОПО Црне Горе Бајо Секулић (1913—1942), народни хероји и Лука Симоновић (1899—1942). Том приликом заробљена је докторка Ружица Рип, лекарка Комског НОП одреда, која је обешена у Колашину 25. марта.[16][20][21]

### 21. март
- У току ноћи 21/22. марта у партизанској болници на Жабљаку, од рана задобијених 17. марта у борби против четника у селу Горњем Липову, умро заменик команданта Команде сињајевинског сектора Батрић Жугић (1912—1942), народни херој.[16][22]

### 22. март
- У близини села Лутово, код Лијеве Ријеке, у сукобу с четницима страдала осморица партизанских бораца, међу којима је био командант Љеворечког батаљона Комског партизанског одреда Шћепан Ђукић (1914—1942), народни херој.[16][23]

### 23. март
- У логору Стара Градишка, од последица пегавог тифуса и тортуре у загребачкој полицији умрла чланица Окружног комитета КПХ за Карловац Нада Димић (1923—1942), народни херој.[6][24]

### 25. март
- У Колашину четници Павла Ђуришића обесили лекарку Комског партизанског одреда Ружицу Рип (1914—1942) и омладинку Ђурђу Влаховић (1910—1942).[25]

### 26. март
- У близини села Игришта, код Лебана четнички Ветернички одред војводе Косте Пећанца и 11. оружани одред Српске државне страже 25. марта напали и уништили Другу чету Лесковачког партизанског одреда. Од 80 бораца, свега њих 30 је успело да се пробије ка селу Шилову, али је потера за њима настављена и сутрадан. У борбама 26. марта, код села Шилова да не би жив пао непријатељу у руке, Коста Стаменковић (1893—1942), члан ЦК КПЈ и секретар Окружног комитета КПЈ за Лесковац, извршио самоубиство активирањем бомбе. Заједно са њим тада су погинуле – његова ћерка Лепосава Лепша Стаменковић (1922—1942), као и партизанке Мара Ђорђевић-Стефановић (1919—1942) и Оливера Верица Ђорђевић (1922—1942). Стаменковић је после рата проглашен за народног хероја.[12][26][27]

### 27. март
- Поводом годишњице војног пуча и великих демонстрација против приступања Краљевине Југославије Тројном пакту, по налогу немачких окупационих власти припадници Српске државне страже у Ваљеву, Обреновцу и Убу извршили јавна вешања, раније заробљених и осуђених на смрт  партизана из Посавског партизанског одреда. У Ваљеву, на Градском тргу су обешени — Стеван Борота (1898—1942) и Јосиф Мајер (1920—1942), командир и политички комесар чете у Трећем тамнавском батаљону. У Обреновцу, на вашаришту су обешени Влада Аксентијевић (1916—1942), члан ОК КПЈ за Обреновац, а касније народни херој и Будимир Буда Давидовић (1919—1942), секретар ОК СКОЈ за Обреновац. На Убу су обешени Добросав Симић (1910—1942), командант Трећег посавског батаљона и Светозар Света Поповић (1909—1942), борац. План је био да у Ваљеву буде обешен и Стева Филиповић, такође заробљени партизан, али је он услед полицијске тортуре био у тешком стању — није могао стајати на ногама, па се одустало од његовог вешања (обешен је 22. маја у Ваљеву).[12][28]

### 31. март
- У ноћи између 31. марта и 1. априла у селу Јошавци, код Челинца, Раде Радић бивши члан Штаба Четвртог крајишког партизанског одреда извео четнички пуч. Он је за извођење пуча, изабрао погодан тренутак јер је 30. марта главнина Одреда, са командантом Данком Митровим и политичким комесаром Војом Ступаром, отишла у правцу Теслића. Са око шездесетак својих присталица Радић је извео пуч — најпре је у Јошавци Горњој ликвидиран Штаб одреда и болница, као и већина рањеника, а потом је у Јошавци Доњој заробљен тешко рањени доктор Младен Стојановић, начелник Оперативног штаба НОП одреда за Босанску крајину (убијен је идуће ноћи) и докторка Даница Перовић, која је водила бригу о њему. У току пуча страдало је 25 партизана, међу којима и народни хероји — Рајко Боснић (1919—1942) и Милан Личина (1917—1942). Део рањеника из болнице успео је да се спасе бегом, а део је био поштеђен од стране бивших сабораца.[3][29][30][31]